# Museum Georg Schäfer
Das Museum Georg Schäfer (MGS) ist ein Museum deutscher Kunst vom ausgehenden 18. bis zum Beginn des 20. Jahrhunderts in Schweinfurt. Es beherbergt die größte Spitzweg-Sammlung der Welt und zugleich die bedeutendste Privatsammlung mit Werken aus dem deutschsprachigen Raum des 19. Jahrhunderts. Das Museum ist von nationaler Bedeutung und vergleichbar mit der Alten Nationalgalerie in Berlin und der Neuen Pinakothek in München. 2011 wurde das Museum von einer Jury aus Redakteuren der Zeitschrift Merian und Kulturschaffenden in die Liste der 200 Höhepunkte deutscher Kultur-Reiseziele aufgenommen.
Der Museumsbau wurde aus Privatisierungserlösen des Freistaates Bayern finanziert und ist in dessen Besitz. Träger des Museums ist die Stadt Schweinfurt. Gezeigt wird die Sammlung des Industriellen Georg Schäfer, die sich im Besitz der privaten Sammlung-Dr.-Georg-Schäfer-Stiftung befindet. Den Schwerpunkt bildet die deutsche Malerei des 19. Jahrhunderts, mit Schwerpunkten vom späten Rokoko über den Klassizismus und die Romantik bis zum Impressionismus. Das Museum gehört zu den wichtigen Museumsneubauten der Gegenwart, erhielt Architekturpreise und ist Teil eines neuen Stadtensembles, einem Entrée, das von einer Mainbrücke in die Altstadt führt.

## Museum

### Lage
Das Museum liegt am nördlichen Ufer des Mains, am Zugang von der Maxbrücke in die Altstadt, am Rande des ehemaligen Burgenviertels Zürch. Hier befand sich das Brückentor, der vermutete Gründungsort der heutigen Nationalen Akademie der Wissenschaften von 1652. Das Museum Georg Schäfer ist Teil eines Kulturquartiers, zusammen mit der Stadtbücherei im Ebracher Hof, dem Naturkundlichen Museum, dem Kleinen Industriemuseum in der Spinnmühle und der Disharmonie. Unter dem Museum Georg Schäfer befindet sich eine gleichnamige, öffentliche Tiefgarage. Das Erdgeschoss (Hochparterre) des Museums ist frei zugänglich, mit Café, Museumsbuchhandlung und Vortragssaal.

### Geschichte

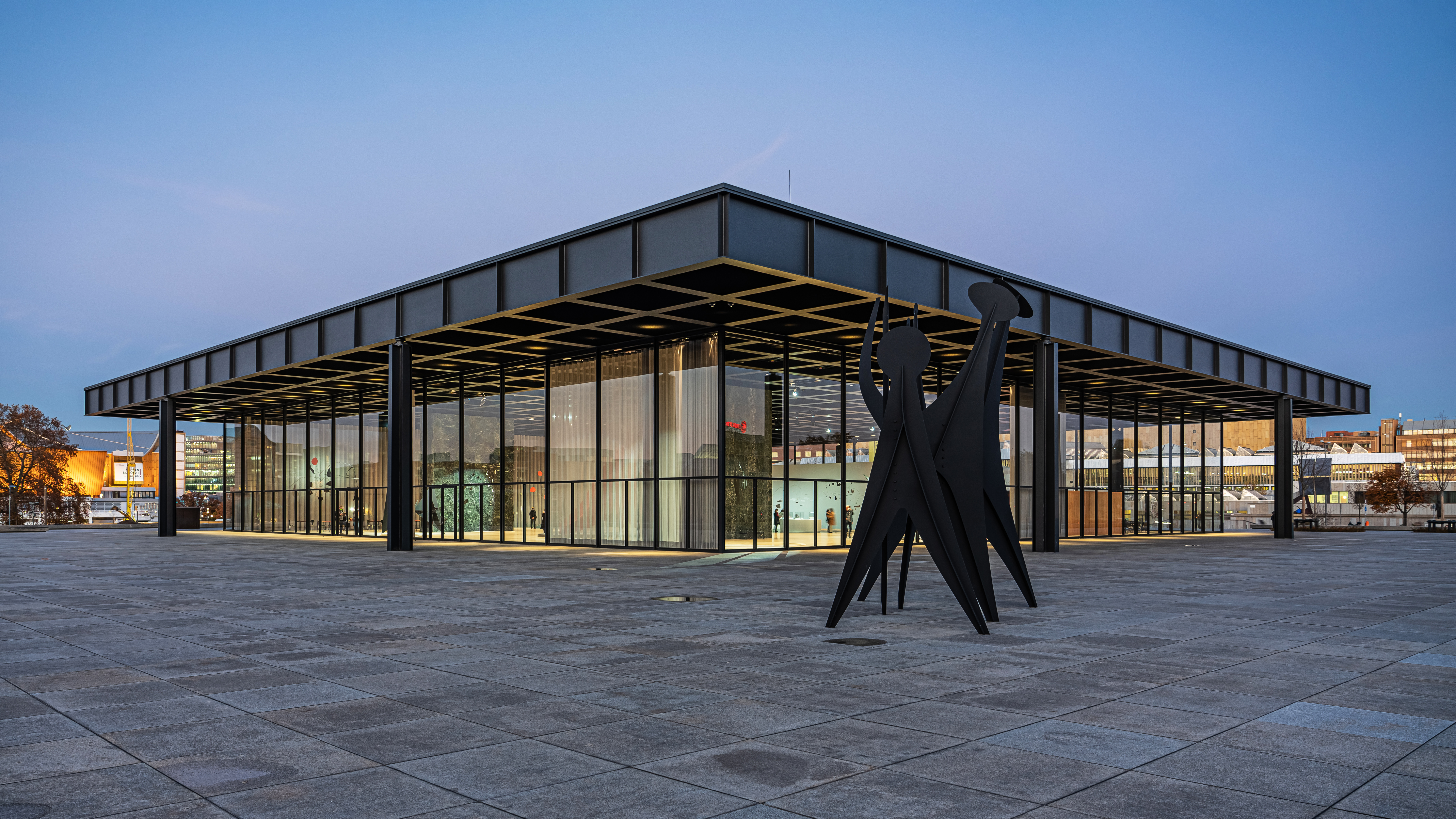
Mies van der Rohe:
Neue Nationalgalerie Berlin,
Rückgriff auf einen Entwurf für das Museum Georg Schäfer

Bereits Ende der 1950er Jahre legte der Karlsruher Architekt Erich Schelling Pläne für ein Schäfer-Museum vor. Ein Entwurf von Ludwig Mies van der Rohe aus dem Jahr 1964, mit einem stützenlosen, freitragenden Museums-Pavillon im Fichtelsgarten wurde nicht verwirklicht, weil der Stadtrat die Unterhaltskosten für das Museum nicht übernehmen wollte. Dieser Plan wurde schließlich als Neue Nationalgalerie in Berlin umgesetzt. Wegen der Beziehungen Van der Rohes zu Schweinfurt (siehe auch: Ludwig Mies van der Rohe und Schweinfurt) fand im Museum Georg Schäfer 2017 eine Ausstellung mit Collagen Van der Rohes als Leihgabe des Museum of Modern Art aus New York statt.
Später brachte die Stadt Schweinfurt einen neuen Standort ins Spiel, den aus dem 16. Jahrhundert stammenden Ebracher Hof und lobte hierzu einen Architektenwettbewerb Anfang der 1990er Jahre aus, den der Münchner Architekt Alexander von Branca gewann. Das Handeln der Stadt wurde später als vorschnell kritisiert, da wichtige Voraussetzungen für den Museumsbau, insbesondere die Finanzierung, nicht geklärt waren.
Die neue Schweinfurter Oberbürgermeisterin Gudrun Grieser (seit 1992) hatte die Idee, mit dem Museumsneubau zwei Probleme auf einmal zu lösen. Gegenüber dem Ebracher Hof befand sich die Bauruine des Technischen Rathauses aus den 1980er Jahren, wo nur die Tiefgarage ausgeführt worden war. Im März 1995 brachte Grieser erstmals den neuen Standort auf der Tiefgarage ins Spiel, mit wenig Begeisterung auf Seiten der Familien Schäfer. Jedoch war ein Aufbau auf die Garage mit weniger Risiken verbunden als ein Umbau des mittelalterlichen Ebracher Hofs. Zudem war er viel preiswerter und bot Gestaltungsfreiheit. Grieser gelang es, in längeren, hartnäckigen Gesprächen den damaligen Ministerpräsidenten Edmund Stoiber von der Idee zu überzeugen. 1996 wurde beschlossen, Mittel aus den Privatisierungserlösen des Freistaates Bayern für das Projekt bereitzustellen. Nachdem die Erben nach Überwindung der Firmenkrise von FAG Kugelfischer den zentralen Teil der Sammlung Georg Schäfers am 29. Dezember 1997 in eine Stiftung eingebracht hatten, konnte das Projekt realisiert werden. Aus einem neuen Architektenwettbewerb ging der Berliner Architekt Volker Staab am 1. Februar 1997 als Sieger hervor. Da die Gelder des Freistaates nur befristet zur Verfügung standen, beauftragte Grieser noch am 1. Februar Staab sofort den Wettbewerbsentwurf eins zu eins umzusetzen, ohne Einflussnahmen der Bauverwaltung oder städtischer Ausschüsse. Nach zweijähriger Bauzeit wurde das Museum am 23. September 2000 eröffnet. Schließlich wurde die Rathaus-Erweiterung jedoch unumgänglich, weshalb das direkt dem Museum gegenüberliegende städtische Verwaltungsgebäude, die dreigeschossige sogenannte Stadtkasse 2018 geschlossen wurde und bis 2022 durch einen siebengeschossigen Nachfolgebau ersetzt werden soll.

### Architektur und Bewertung

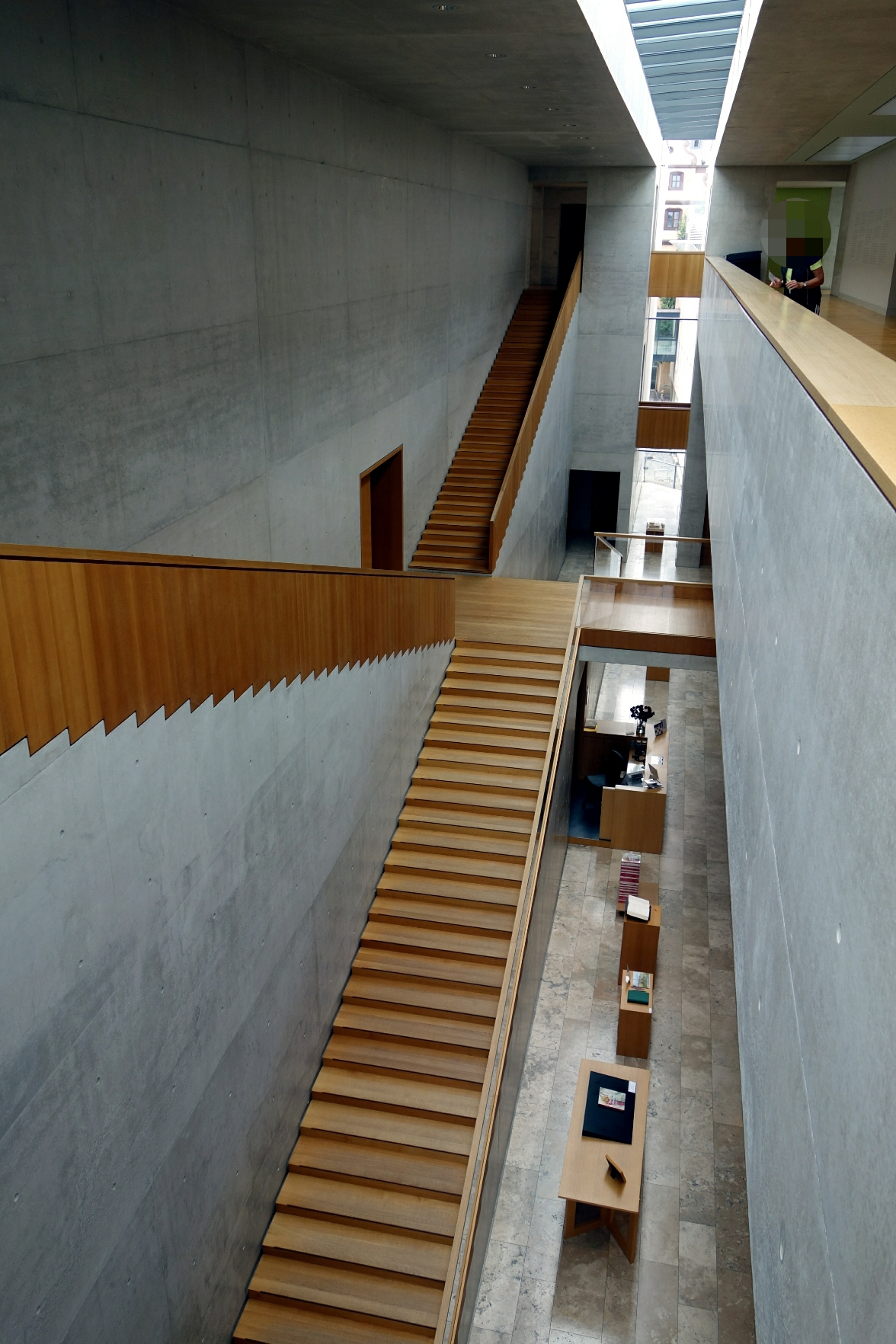
Treppenhalle mit Durchblick zum Alten Rathaus

Der Museumsbau ist ein Hauptwerk des Berliner Architekten Volker Staab und wurde in der historischen Altstadt errichtet. Das mehrfach ausgezeichnete Bauwerk  gilt als einer der hervorragendsten modernen, deutschen Museumsbauten. In den Kunstlichtsälen im ersten Obergeschoss finden Wechselausstellungen statt und die Oberlichtsäle des zweiten Obergeschosses beherbergen die Ständige Sammlung. Die Treppenhalle, nach Vorbild der Alten Pinakothek in München, verbindet zwei Loggien am Nord- und Südeingang. Diese öffentlich begehbare Achse ist Teil einer langen Platz-, Freitreppen- und Hofabfolge, die sich fast durch die ganze östliche Altstadt vom Martin-Luther-Platz über den Marktplatz und den Rathausinnenhof bis zur Mainpromenade hinzieht.
Das Museum Georg Schäfer (MGS) ist Teil eines Bauensembles, das 2007 mit dem Theodor-Fischer-Preis ausgezeichnet wurde. Zusammen mit dem MGS wurden die einzige Zweigstelle des Bayerischen Landessozialgerichtes, das neue Hauptzollamt und die neue Stadtbücherei errichtet, die zum Teil in den historischen Ebracher Hof integriert wurde. 2008 wurde das Ensemble vom Deutschen Architekturmuseum in Frankfurt am Main zu den 24 besten Bauwerken Deutschlands gekürt. Es zeigt „wie sich Tradition und Moderne […] auf das Vortrefflichste vereinen.“

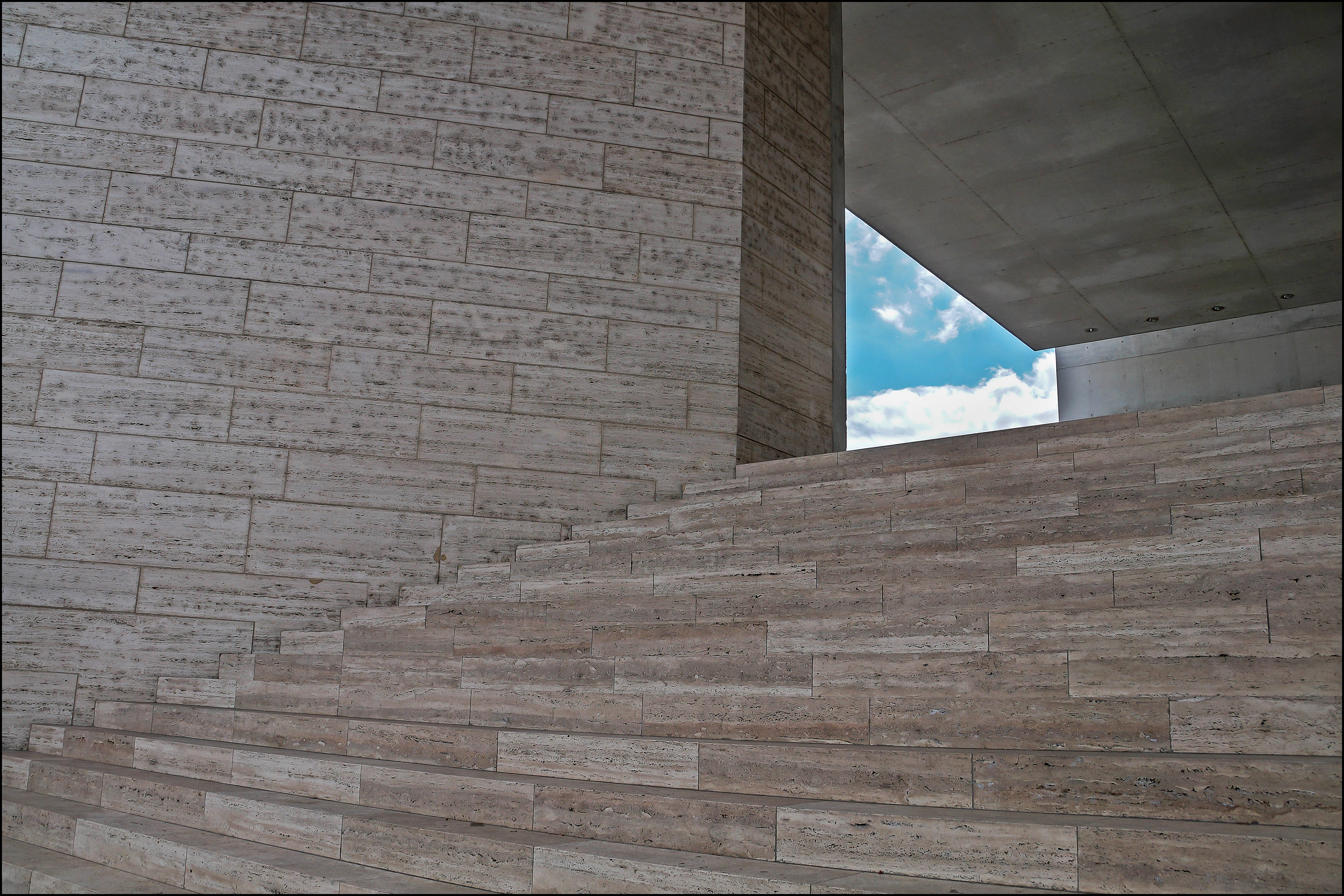
Loggia an der Mainseite
Treppenhalle
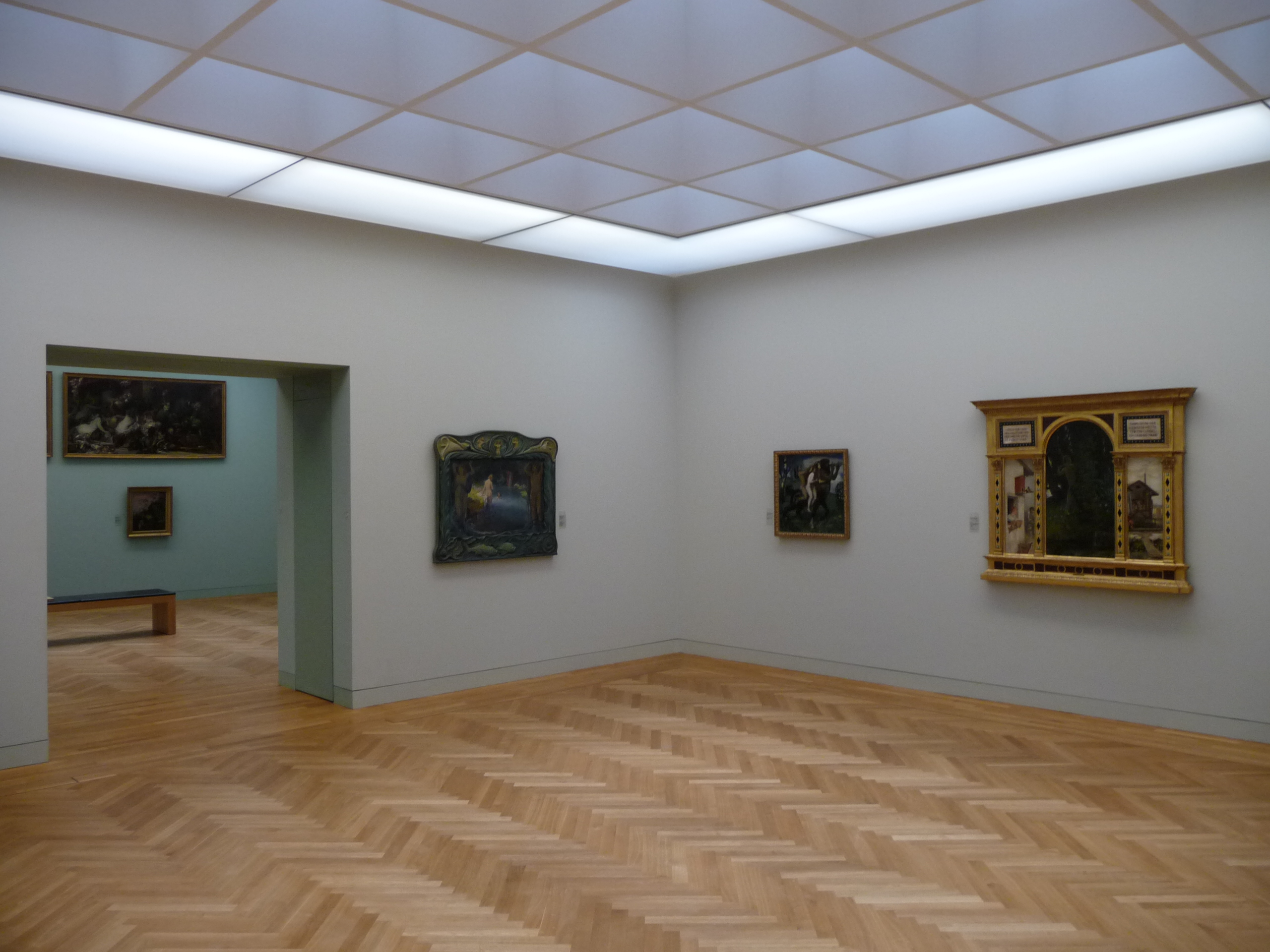
Oberlichtsäle im zweiten Obergeschoss

## Sammlung

### Geschichte
Schäfer hatte bereits von seinem 1925 verstorbenen gleichnamigen Vater einige Gemälde altdeutscher Malerei geerbt. Seit den 1950er Jahren investierte er einen Großteil seines mit Wälzlagern erworbenen Vermögens in die Sammlung, die eine Heimstatt in seinem Schloss Obbach fand. Den Kernbestand mit Gemälden und Graphiken des 19. Jahrhunderts erhielt das Schweinfurter Museum. 1988 einigten sich die Stadt Schweinfurt und die Familie Schäfer auf die Errichtung eines Museums. Doch mussten die Pläne auf Eis gelegt werden, als FAG Kugelfischer 1993 in eine existenzgefährdende Krise geriet und die Sammlung an Banken verpfändet wurde.
Der ursprüngliche Bestand der Sammlung Schäfer ist nicht völlig identisch mit den Gemälden der heutigen Sammlung-Dr.-Georg-Schäfer-Stiftung, die seit dem Jahr 2000 in Schweinfurt ausgestellt sind. Von den nicht in die Stiftung überführten Teilen wurden 42 altdeutsche Gemälde der Dürerzeit 2003 vom Freistaat Bayern für die Kunstsammlungen auf der Veste Coburg erworben. Weitere Gemälde aus Randbereichen der Sammlung wurden bei Neumeister in München (1999 und 2005) und Christie’s in Düsseldorf (2000) versteigert; der Erlös dieser Gemälde lag bei über 12 Millionen Euro.
2005 erfolgte durch die Familie Schäfer eine bemerkenswerte Zustiftung an Gemälden, die in jüngerer Zeit auf dem Kunstmarkt erworben worden waren. Kurator der Sammlung war bis 2005 der Kieler Kunsthistoriker Jens Christian Jensen. Museumsleiterin war von 2000 bis 2014 Sigrid Bertuleit. Seit 2015 ist Wolf Eiermann Direktor des Museums.
Neben der Sammlung-Dr.-Georg-Schäfer-Stiftung im Museum Georg Schäfer (MGS) existiert eine weitere Sammlung der Industriellen-Familie von Otto Schäfer. Seine Bibliothek gilt als eine der bedeutendsten Privatbibliotheken weltweit und ist Teil des Schweinfurter Museums Otto Schäfer (MOS).

### Carl Spitzweg
Die Sammlung Georg Schäfer ist die bedeutendste Privatsammlung mit Werken aus dem deutschsprachigen Raum des 19. Jahrhunderts. Das MGS beinhaltet die größte Spitzweg-Sammlung der Welt, mit den bekannten Werken Der Bücherwurm (um 1850), Der abgefangene Liebesbrief (um 1855), Der Kaktusfreund (vor 1858) und insgesamt 160 Gemälden und 110 Zeichnungen, weshalb das MGS auch Spitzweg-Museum genannt wird. Alle berühmten Bilder des Münchner Malers Spitzweg, mit einer Ausnahme, befinden sich im MGS. Der arme Poet (1839) hängt in der Neuen Pinakothek in München; auf Grund einer Schenkung seines Neffen, wodurch selbst potentesten Kunstsammlern der Zugriff auf dieses Werk verwehrt ist.
Carl Spitzweg war geschäftstüchtig, weshalb er den Bücherwurm, der sich gut verkaufte, ein zweites Mal 1851 malte, allerdings mit kleinen erkennbaren Unterschieden, damit das neue Werk nicht für eine Kopie gehalten wurde. Dieses Exemplar hängt heute in der Central Library of Milwaukee. 1854 malte er noch ein drittes Exemplar, das sich vermutlich in einer privaten Sammlung befindet.

Berühmte Bilder Spitzwegs im Museum Georg Schäfer
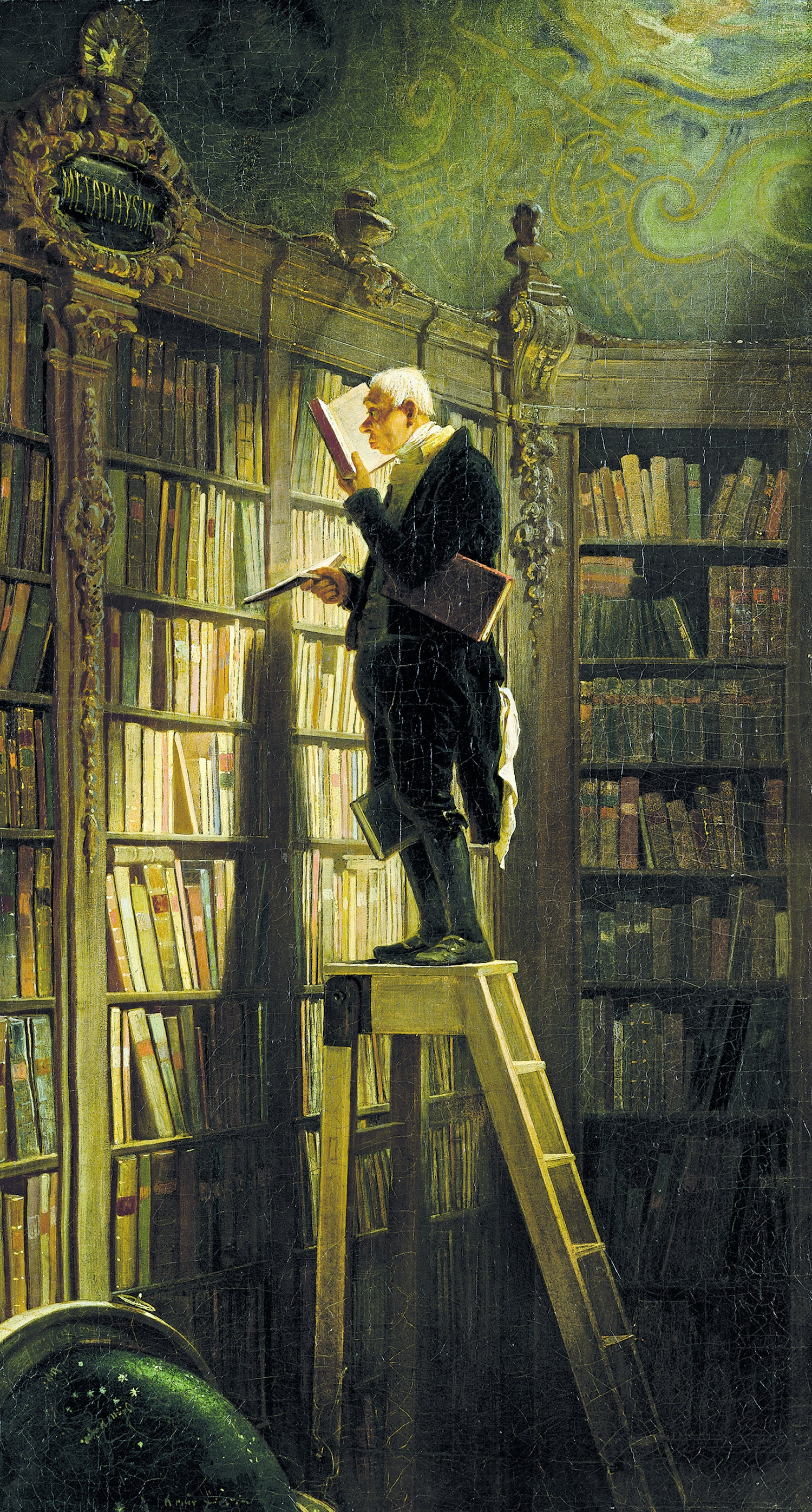
Der Bücherwurm um 1850
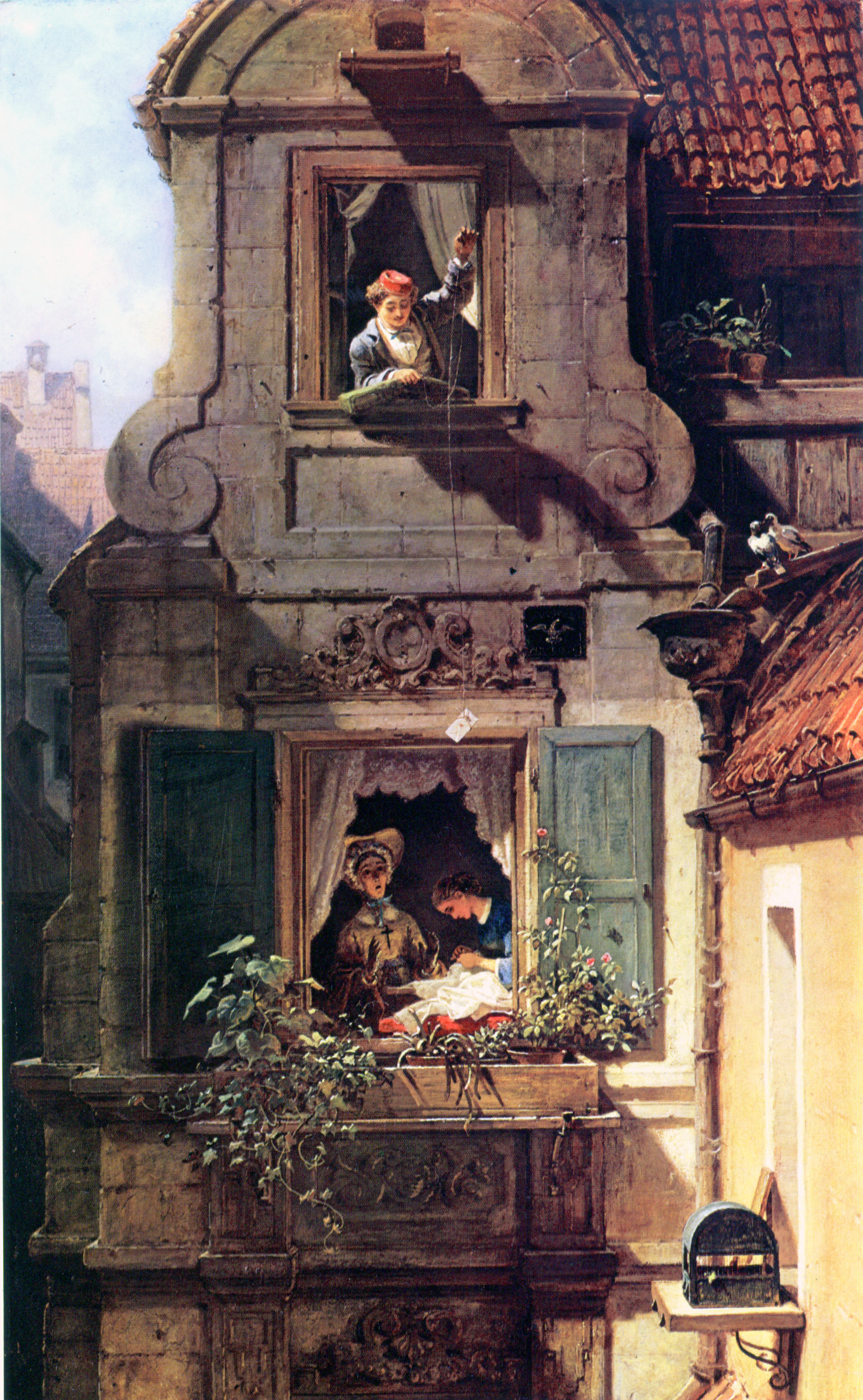
Der abgefangene Liebesbrief 1855
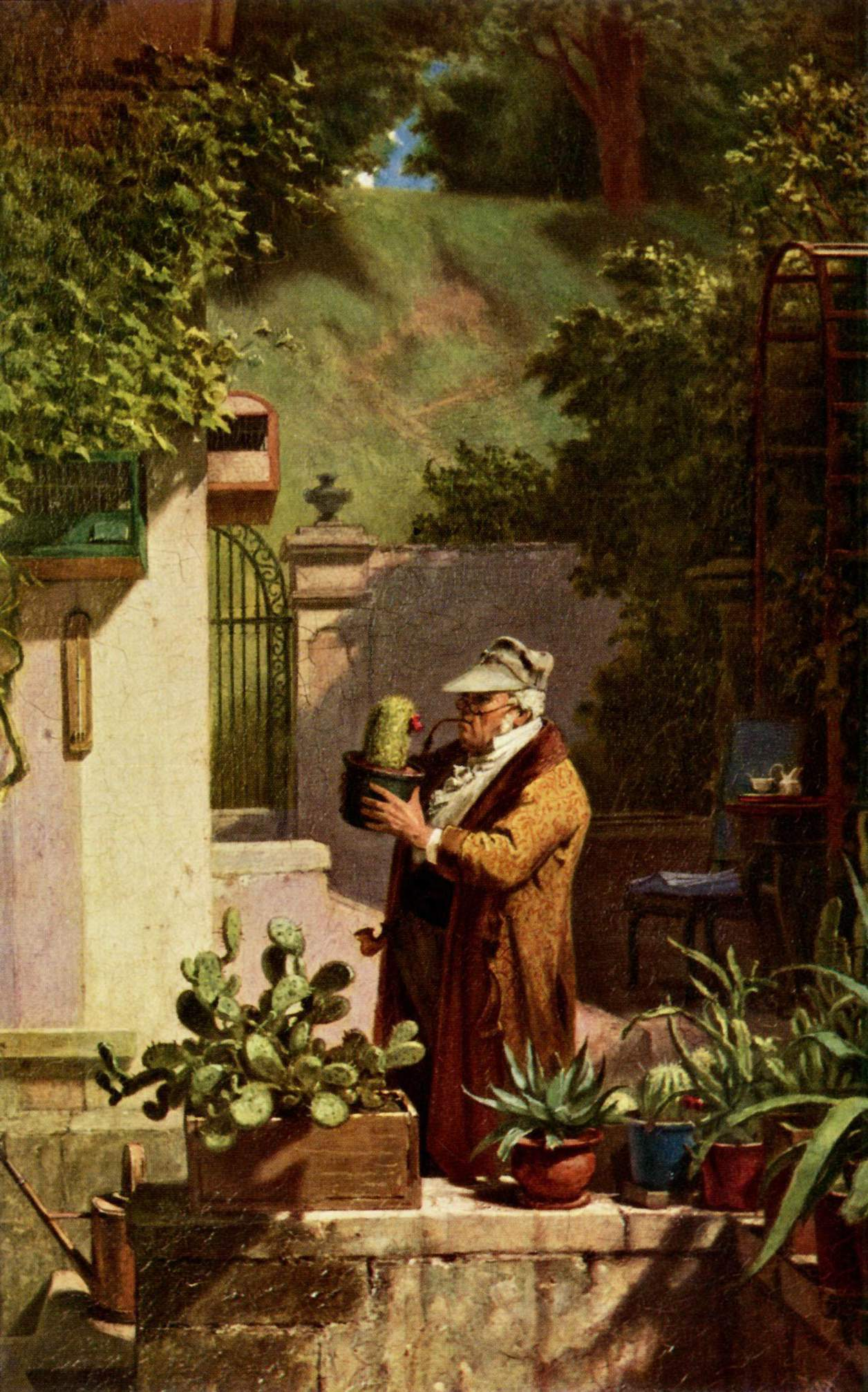
Der Kaktusfreund vor 1858

### Weitere Maler
Darüber hinaus beinhaltet die Sammlung Werke von Caspar David Friedrich, Ferdinand Georg Waldmüller, Carl Rottmann, Domenico Quaglio, Albrecht Adam, Wilhelm von Kobell, Fritz von Uhde, Wilhelm Leibl, Adolph Menzel, Franz von Lenbach, Hans Thoma, Heinrich von Zügel bis hin zu Lovis Corinth, Max Liebermann, Max Slevogt, Max Beckmann und anderen.

### Präsentation
Neben wechselnden Ausstellungen liegt der Schwerpunkt der ständigen Bestandspräsentation vor allem auf der im deutschsprachigen Raum entstandenen Malerei des 19. Jahrhunderts, vom späten Rokoko über den Klassizismus und die Romantik bis zum deutschen Impressionismus.
2009 bekam das Museum Georg Schäfer als Gegenleihgabe für drei Lovis Corinths vom Pariser Musée d’Orsay Édouard Manets Porträt des 28-jährigen Émile Zola von 1868.
Die Graphische Sammlung des Hauses wird dem Publikum aus konservatorischen Gründen nur in Sonderausstellungen zugänglich gemacht.

### Bedeutung und Bewertung
Die Sammlung ist vergleichbar mit den Sammlungen deutscher Kunst in der Alten Nationalgalerie in Berlin und mit dem Bestand aus dem deutschsprachigen Raum in der Neuen Pinakothek in München. Die Sammlung Schäfer umfasst denselben Zeitraum und die gleichen, wichtigen Vertretern, neben den bereits genannten auch Arnold Böcklin, Anselm Feuerbach, Ludwig Richter, Carl Friedrich Schinkel und Johann Friedrich August Tischbein.
Im Gegensatz zu einigen anderen Kunstsammlungen, wie beispielsweise der Sammlung Würth, wurde die Sammlung Schäfer nie als beliebig zusammengetragene Sammlung ohne Schwerpunkt kritisiert.

### Raubkunst
Die Provinienzforscherin Monika Tatzkow wies nach, dass mindestens 25 Stücke der Sammlung als Raubkunst zu klassifizieren sind, deren Eigentümer im Dritten Reich enteignet wurden. Darunter befindet sich Max Liebermanns Gemälde Martha Liebermann im Lehnstuhl.
Bereits 2007 machte ein Artikel in der Süddeutschen Zeitung auf die Problematik in Schweinfurt aufmerksam. Eine neuerliche Diskussion entwickelte sich 2013/2014, befeuert durch den Fall Gurlitt.
In einem Artikel in der Frankfurter Allgemeinen Zeitung kritisierte Julia Voss, dass der neue Direktor Wolf Eiermann anlässlich seiner Einführung 2015 zwar von „Provenienzrecherche“ sprach, den Begriff „Raubkunst“ jedoch nicht erwähnte, obwohl zahlreiche Werke der Sammlung aus Beständen des Auktionators Adolf Weinmüllers, eines der größten NS-Versteigerer, stammten. An die Washingtoner Erklärung von 1998 fühle sich die private Georg-Schäfer-Sammlung nicht gebunden, obwohl der bayerische Staat den Bau des Museums finanziere und die Stadt Schweinfurt die laufenden Kosten des Hauses bestreite. Voss zieht als Fazit: „Diese dauerhafte Unterstützung aus Steuergeldern kann nur einer Sammlung zukommen, die sich als öffentliche versteht“.
1998 verpflichteten sich 44 Staaten und zahlreiche Organisationen in der Washingtoner Erklärung zur aktiven Klärung und Restitution derartiger Fälle. Die Leitung des Georg Schäfer-Museums hingegen betonte, Privatsammlungen seien nicht von der Washingtoner Erklärung betroffen und verweigerte sich wiederholt einer Rückgabe der betroffenen Stücke.

## Galerie

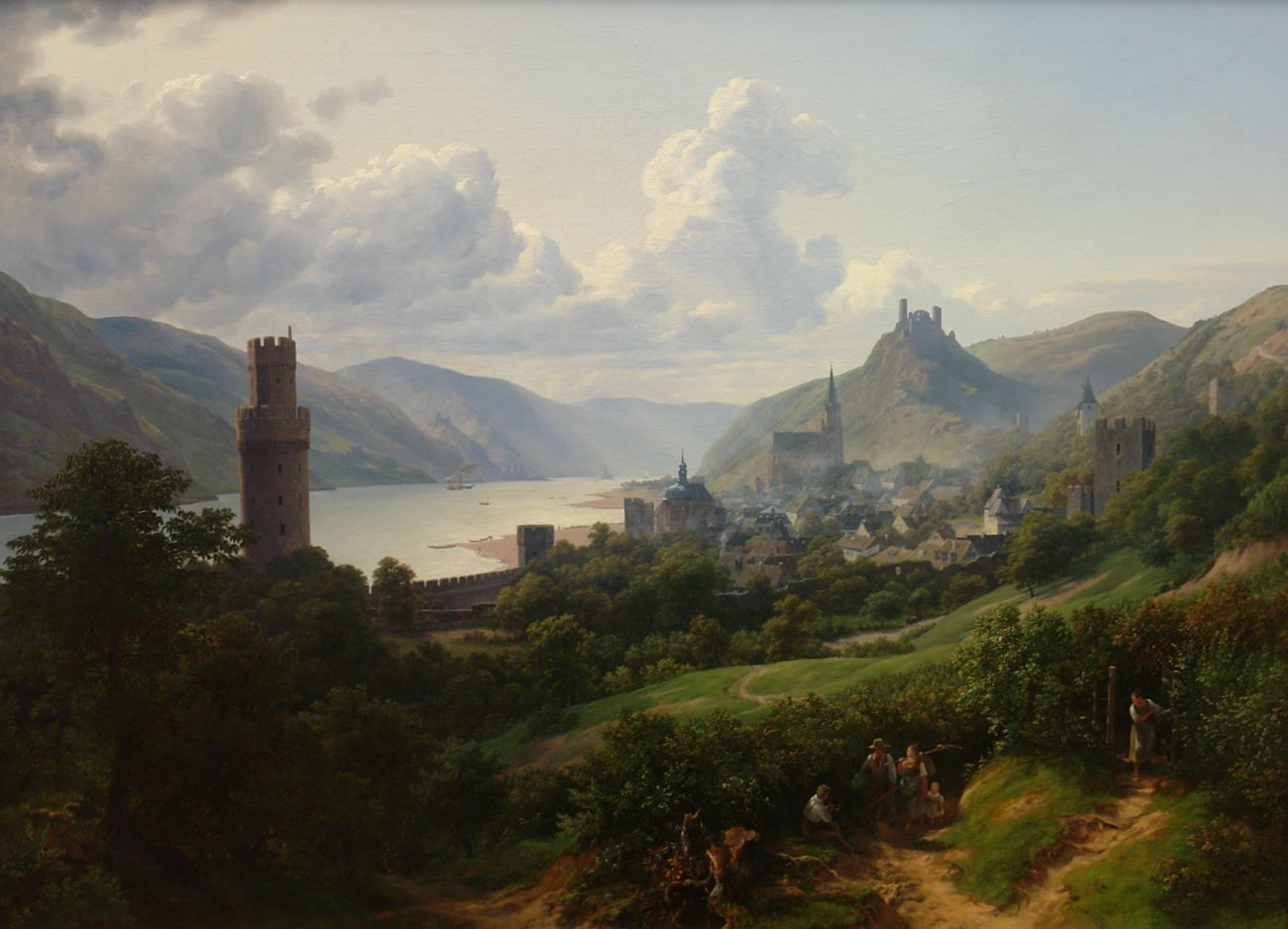
Christian Schilbach: Oberwesel am Rhein mit Burgruine Schönburg, 1832

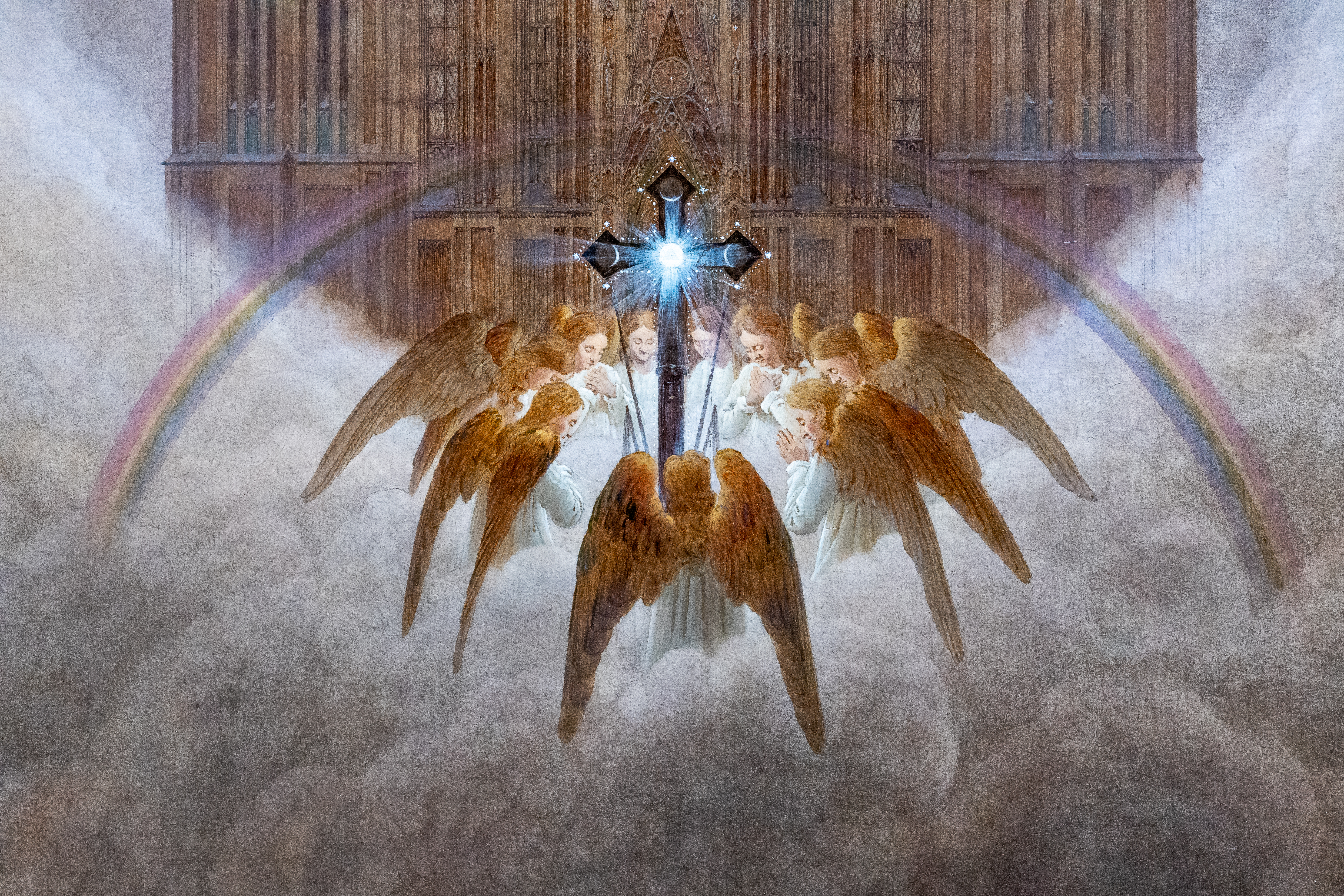
Caspar David Friedrich: Die Kathedrale, um 1818
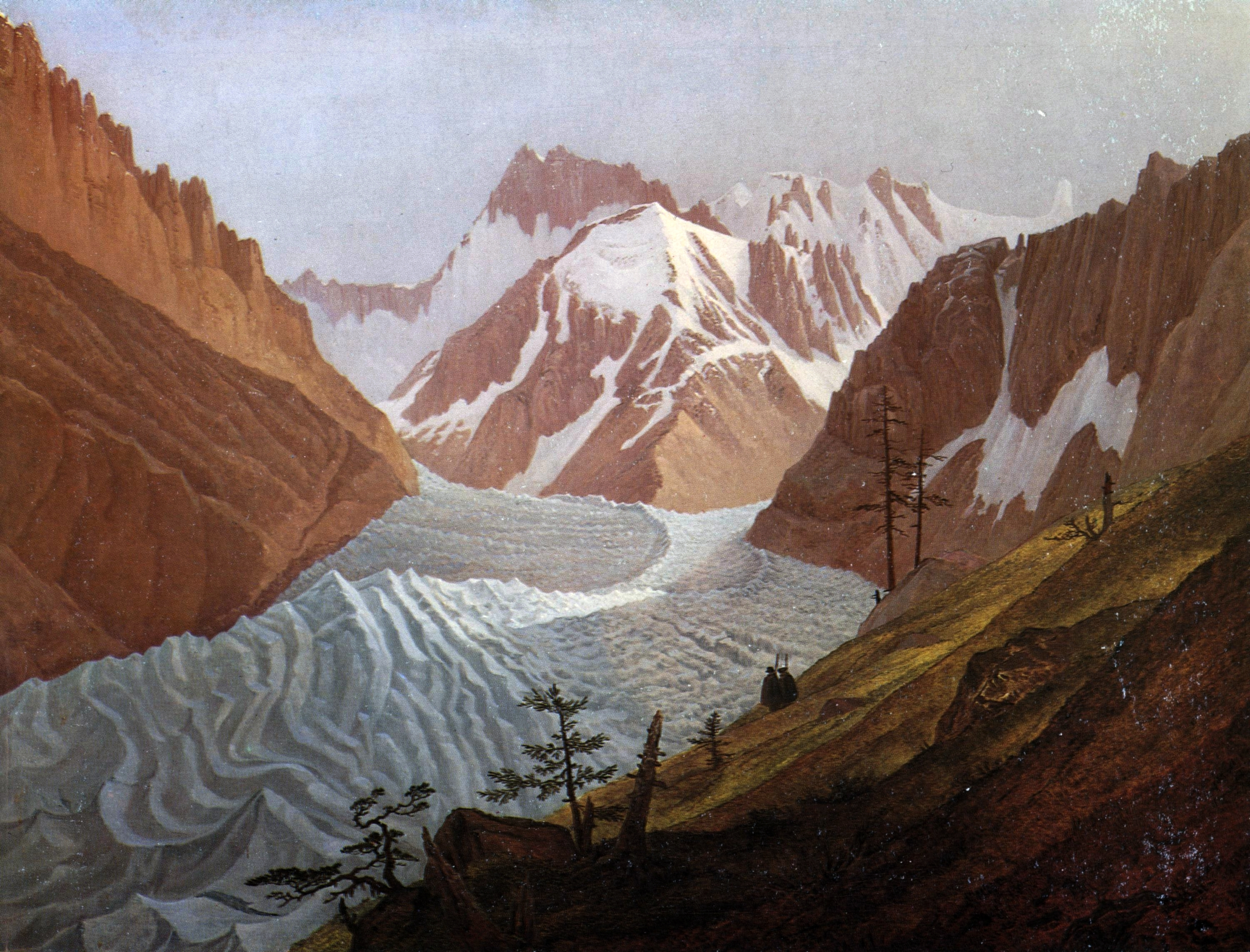
Carl Gustav Carus: Das Eismeer bei Chamonix, 1825–1827
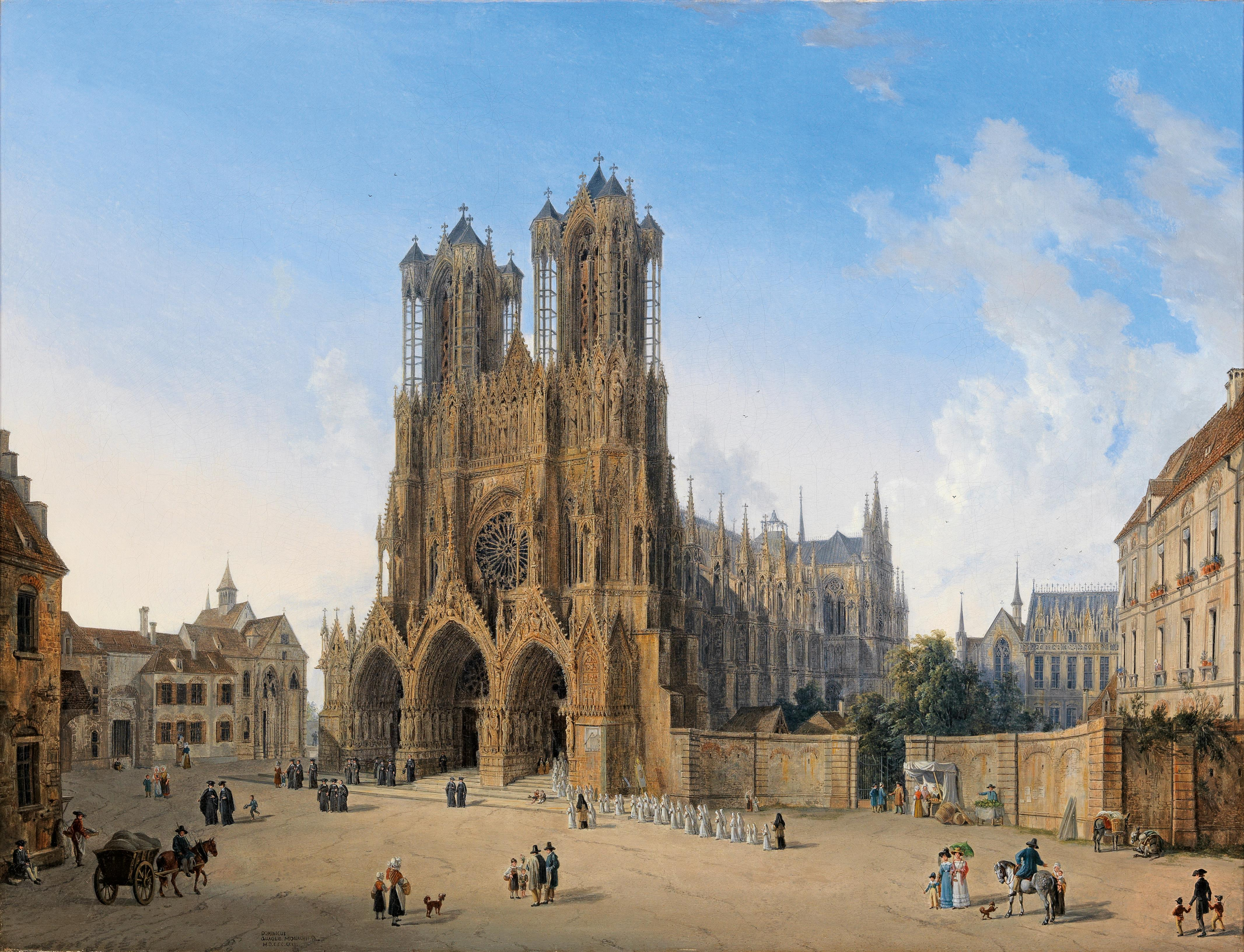
Domenico Quaglio: Kathedrale von Reims, 1827
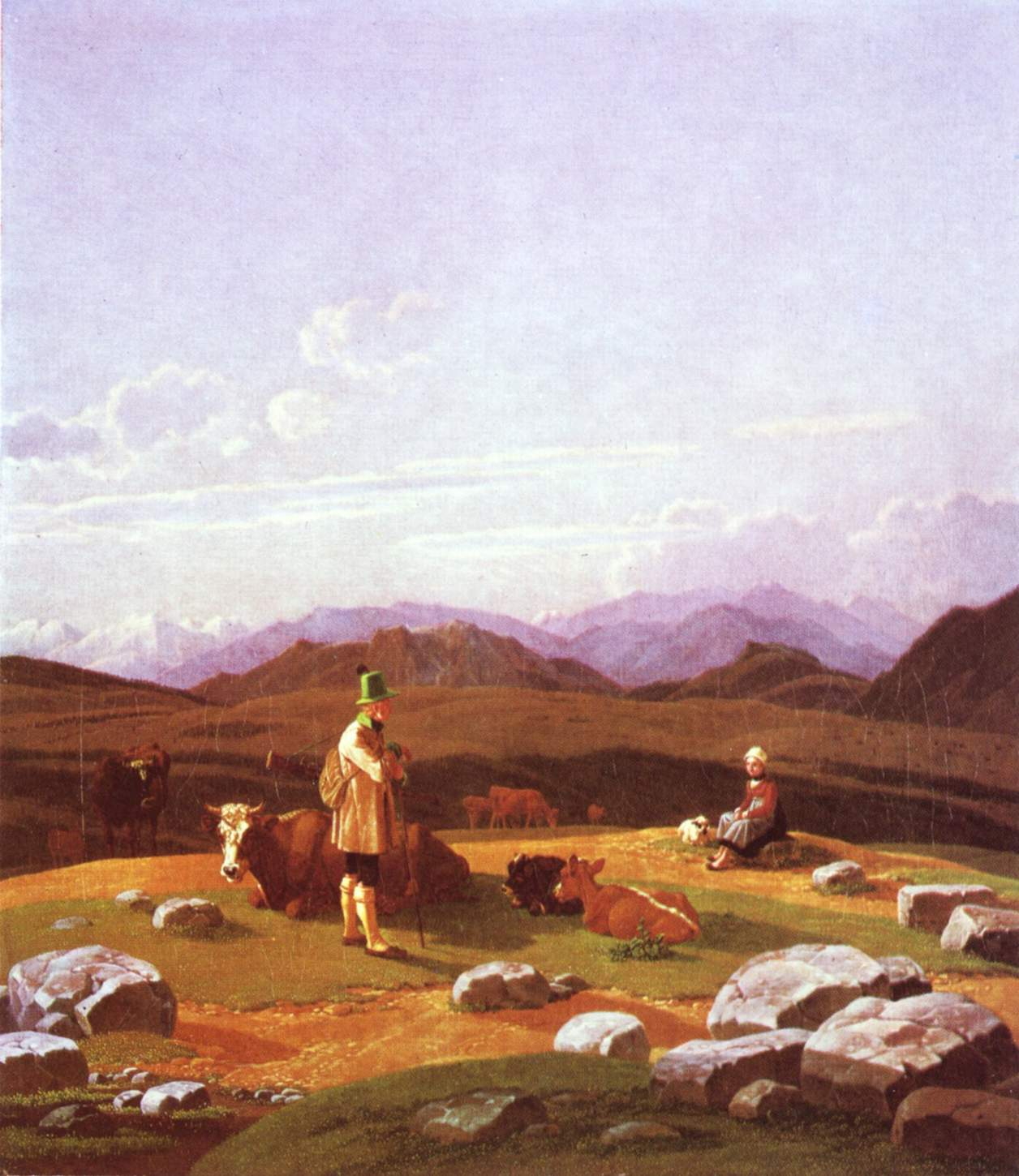
Wilhelm von Kobell: Jäger auf der Hochalm, 1828

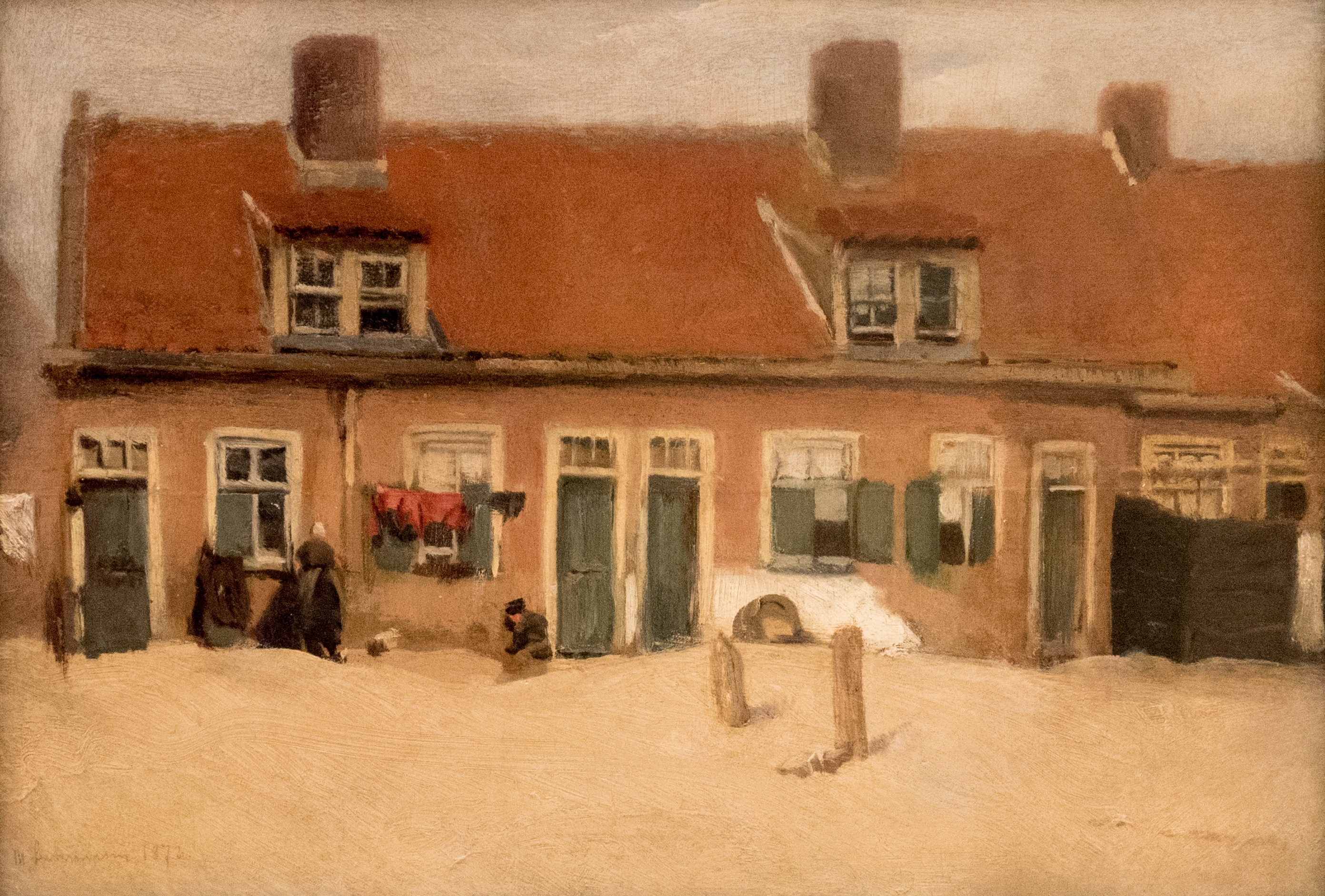
Max Liebermann: Alte Häuser in Scheveningen, 1897
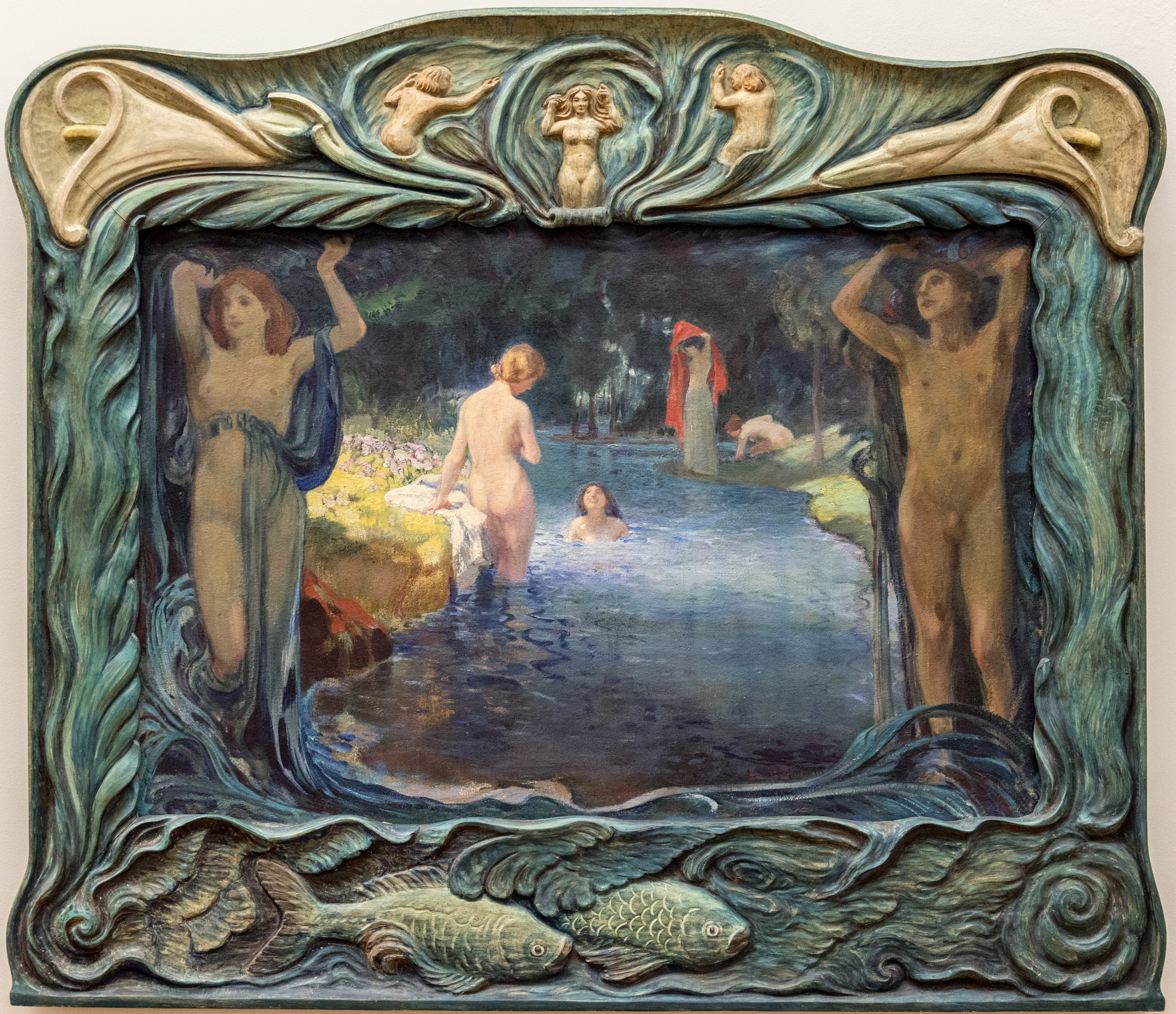
Ludwig von Hofmann: Idyllische Landschaft mit Badenden, um 1900
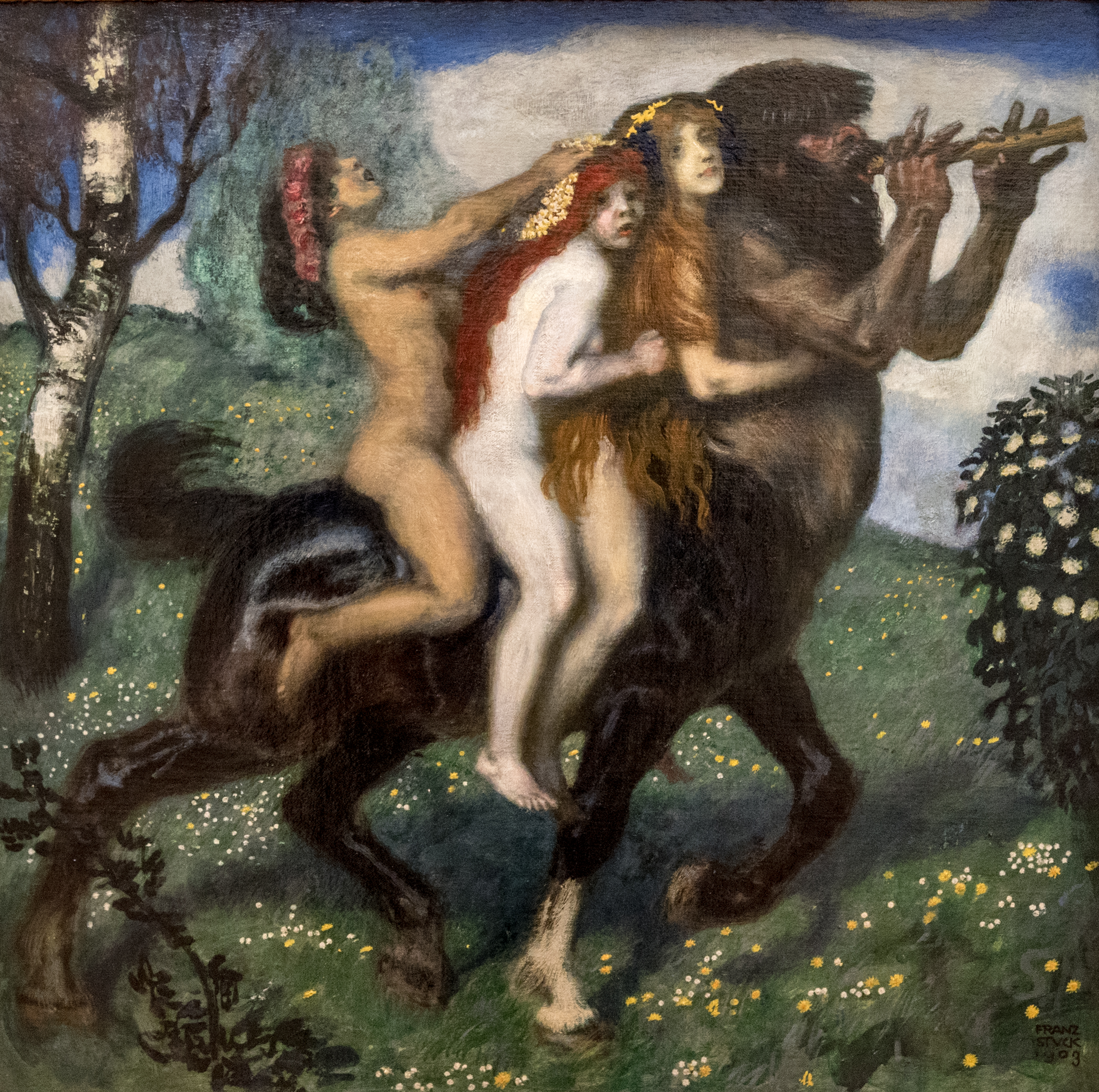
Franz von Stuck: Der Spaziergang, 1903

- Christian Schilbach:
Oberwesel am Rhein mit Burgruine Schönburg,
1832